# حمله اردیبهشت ۱۳۹۹ کابل
حمله ثور ۱۳۹۹ کابل یک حمله تروریستی بود که در روز ۲۳ ثور/اردیبهشت ۱۳۹۹ در بیمارستان پزشکان بدون مرز واقع در منطقه دشت برچی کابل رخ داد. این حمله، منجر به کشته شدن دستکم ۱۶ تن از جمله ۲ نوزاد و زخمی شدن ۱۶ تن دیگر از جمله نوزادان تازه متولد شده، مادران، پرستاران و عزاداران شد.
دولت افغانستان طالبان و شبکه حقانی وابسته به آن را به خاطر این حملات مقصر دانست و بلافاصله دستور داد که ارتش حمله‌های خود را علیه گروه‌های شورشی از سر بگیرد. با این حال، طالبان مسئولیت حملات کابل را رد کرد، گرچه آنها مسئولیت بمباران بادغیس را برعهده گرفتند و آن را حمله انتقام جویانه علیه دولت خواندند. دولت آمریکا گفت که تیراندازی در بیمارستان کابل را داعش انجام داد، نه طالبان، اما این ادعا توسط مقامات افغان رد شد.

## واقعه
در ساعت ۱۰ صبح روز ۱۲ می ۲۰۲۰، در کابل، سه فرد مسلح که لباس پوشیده بودند، تیراندازی گسترده ای را در بخش زایمان بیمارستانی در کابل انجام دادند.  این بیمارستان در محله شیعه و هزاره نشین دشت برچی واقع شده که پزشکان بدون مرز در آن مشغول فعالیت بودند.  این حمله تروریستی موجب کشته شدن ۱۶ نفر از جمله ۲ نوزاد تازه متولد شده و ۱۶ زخمی شد.  البته تمامی مهاجمان توسط نیروهای امنیتی افغانستان کشته شدند. 
یکی از پزشکان بدون مرز، فردریک بنوت، گفته است: من یک روز بعد از حمله به بیمارستان رفتم و هر آنچه را که دیدم حاکی از یک حمله هدفدار به مادران بود. آنها وارد اتاق های زایشگاه شده و به مادران شلیک کرده بودند. روش آنها اینگونه بود. به دیوار ها خون پاشیده بود، روی زمین خون بود، وسایل نقلیه دچار اتش سوزی شده بودند و از همین رو شیشه ی پنجره ها شکسته بود. این واقعاً شوکه کننده بود. ما می دانیم که این منطقه قبلاً هدف این حملات قرار گرفته بود اما هیچ کسی نمی توانست باور کند که آنها بتوانند به زایشگاه حمله کنند. آنها آمده بودند که مادران را بکشند." 

## قربانیان
اکثر کشته‌شدگان این حمله زنان و نوزادان بودند و در میان آنها یک مرد نیز حضور دارد. در میان حدوداً ۱۶ تن زخمی شده در این حمله تروریستی ۵ کودک نیز حضور دارند.

## مسئولیت حمله
دولت افغانستان طالبان را مقصر این حملات دانست و بلافاصله به ارتش دستور داد تا حملات خود را علیه طالبان و سایر گروه های شورشی از سر بگیرد. این در حالی بود که طالبان مسئولیت حملات بیمارستان کابل و کوز کونر را رد کرده بود اما حملات غزنی و گردیز را به عهده گرفته بود. داعش خراسان بعداً مسئولیت حمله کوزکونر را بر عهده گرفت، اما تا کنون هیچ یک از گروه های شورشی مسئولیت حمله به بیمارستان کابل را بر عهده نگرفته اند. 
در ۱۵ می دولت آمریکا اظهار داشت که طبق ارزیابی های انجام شده، مسئول حمله ی کابل داعش خراسان بوده است.  هرچند که مسئولین افغانستان این ادعا را رد کردند و طالبان و شبکه ی حقانی وابسته به آن را مسئول دانستند. 

## واکنش پزشکان بدون مرز
پزشکان بدون مرز در گزارشی که در ۱۴ جوزا/خرداد ۱۳۹۹ منتشر کرد، آورده است که هنوز مشخص نشده که این حمله توسط چه گروهی و با چه انگیزه‌ای انجام شده است و باید دولت افغانستان به‌گونه‌ی شفاف این حمله را پیگیری کند. این سازمان تأکید کرده است که براساس شواهد حمله‌کنندگان در شفاخانه‌ی ملی صدبستر دشت برچی، بخش نسائی ولادی و به‌خصوص مادران را هدف قرار داده‌اند. در روز حمله ۲۸ زن در این مرکز حضور داشتند که ۱۵ تن آنان کشته شدند. در گزارش گفته شده است که مهاجمان به‌گونه‌ی سیستماتیک از یک اتاق به اتاق دیگر رفته و مادران را در بستر هدف گرفته‌اند. پزشکان بدون مرز به‌نقل از آمار دولت افغانستان گفته است که پنج نوزاد و دو کودک زیر سن ده سال نیز شامل کشته‌شدگان این حمله‌اند.

### توقف فعالیت پزشکان بدون مرز
پزشکان بدون مرز پس از این حمله فعالیت خود را در این مرکز متوقف کرد. این نهاد در اعلامیه‌ای گفته است که این تصمیم پس از آن گرفته شده است که تا هنوز عاملان و انگیزه حمله بر این بیمارستان از سوی حکومت افغانستان مشخص نشده است. سازمان پزشکان بدون مرز این تصمیم را «دردناک» اما «ضرور» و پر از عواقب برای مردم توصیف کرده است.

در اعلامیه آمده است: 
پایان فعالیت پزشکان بدون مرز در زایشگاه بیمارستان دشت برچی یک تصمیم ضروری اما دردناک و مملو از عواقب برای بیش از یک میلیون نفر که در این منطقه زندگی می کنند، است. اکثر آنها هزاره – جمعیتی به حاشیه کشیده شده و فقیر در تاریخ – هستند که بسیاری از آنها به دلیل درگیری های دهه های پسین آواره شده اند. این حمله را نمی‌توان به عنوان یک حادثه‌ی غم‌انگیر و منزوی پشت سر گذاشت. جمعیت هزاره که در آن منطقه [دشت برچی] زندگی می‌کنند، مکرراً مورد هدف چنین حملات قرار گرفته‌اند. این چنین حملات بالای سازمان‌های مختلف امدادرسان صورت گرفته است.
با این حال این سازمان گفته است، در جستجوی راه‌های برای ادامه حمایت از مبتکران صحی محلی به هدف دسترسی به خدمات بهداشتی می‌باشد.

## واکنش‌ها
- مایک پومپئو وزیر امور خارجه آمریکا در توییتی حملات امروز در کابل و ننگرهار را محکوم کرده و نوشته: "آمریکا به قوی‌ترین شکل ممکن دو حمله تروریستی در افغانستان را محکوم می‌کند و معتقد است مردم افغانستان باید با متحد شدن در کنار هم به مقابله تروریسم بروند."[۴]